# بيير ماسون
بيير ماسون (بالفرنسية: Pierre Masson)‏‏ (12 نوفمبر 1880 في ديجون - 11 مايو 1959 في مونتريال) طبيب من فرنسا.

## الجوائز
- قاعة مشاهير الطب الكنديين[4]